# Ernesto II, Duque de Saxe-Gota-Altemburgo
Ernesto II (Gota, 30 de janeiro de 1745 – 20 de abril de 1804) foi Duque de Saxe-Gota-Altemburgo. Foi o terceiro filho (segundo sobrevivente) de Frederico III, Duque de Saxe-Gota-Altemburgo e Luísa Doroteia de Saxe-Meiningen. A morte de seu irmão mais velho, Frederico, em 1756 fez dele o herdeiro do Ducado de Saxe-Gota-Altemburgo.

## Primeiros anos
Luísa Doroteia preocupava-se muito com a formação de seus filhos sobreviventes, Ernesto e Augusto, fazendo com que fossem educados por um seleto grupo de professores. Entre 1768 e 1769 ambos os príncipes saíram em jornada educacional aos Países Baixos, Inglaterra e França, onde Ernesto conheceu pessoas importantes nas áreas de Política, Ciências e Artes.

## Sucessão
Em 1772, o pai de Ernesto morreu e ele herdou o Ducado de Saxe-Gota-Altemburgo. Sendo um príncipe liberal e iluminado, sempre manifestou grande interesse pelas artes e ciência e utilizou o seu reino para as melhorar. Promoveu o sistema de educação, a economia, o teatro, colecções de arte e bibliotecas, assim como as ciências naturais no seu ducado que, graças a estas medidas, se tornou no ducado saxão mais importante da região da Turíngia durante esta época. Na sua vida privada, Ernesto tinha um interesse especial por astronomia e física. Nomeou especialistas competentes em todas estas áreas como, por exemplo, o mecânico e artesão de relógios Johann Andreas Klindworth, a quem concedeu a posição de mecânico da corte.
Para os seus interesses especiais, contratou os serviços de um importante astrónomo, Franz Xaver von Zach, em Gota. Com ele, criou o Observatório de Gota (Sternwarte Gotha) que se tornou num centro de astronomia europeu. No seu testamento, Ernesto especificou que esta instituição deveria sobreviver. Teve tanto sucesso que, apesar de ser uma cidade pequena, Gota se tornou um local de grande importância que muita gente da época queria visitar. Um dos seus visitantes mais importantes foi o escritor Goethe, que esteve na cidade várias vezes.

## Maçonaria
Ernesto tornou-se membro da Maçonaria em 1774, integrando o sistema Zinnendorf, e membro da Loja Zum Rautenkranz de Gota, que tinha sido fundada por Abel Seyler, Konrad Ekhof e outros membros da Companhia de Teatro Seyler nesse mesmo ano. Em 1775, foi nomeado Grão-Mestre da Landesloge da Alemanha (no sistema Zinnerdorf). Em 1783, tornou-se membro dos Illuminati da Baviera, com o nome Quintus Severus e/ou Timoleon e, em 1784, tornou-se Supervisor da Abessinien (o nome dado à Saxónia do norte). Em 1787, deu asilo em Gota a Adam Weishaupt, o fundador da sociedade secreta. Quando morreu, o seu corpo foi embrulhado num pano branco e enterrado na ilha do parque.

## Descendência
Ernesto casou-se a 21 de Março de 1769, em Meiningen, com a princesa Carlota de Saxe-Meiningen, uma prima da sua mãe. Juntos tiveram quatro filhos, dois dos quais chegaram à idade adulta:
1. Ernesto, Príncipe-Herdeiro de Saxe-Gota-Altemburgo (27 de Fevereiro de 1770 – 3 de Dezembro de 1779), morreu aos nove anos de idade.
2. Augusto, Duque de Saxe-Gota-Altemburgo (23 de Novembro de 1772 – 27 de Maio de 1822), duque entre 1804 e 1822; casado primeiro com a princesa Luísa Carlota de Mecklemburgo-Schwerin; sem descendência. Casado depois com a princesa Carolina Amália de Hesse-Cassel; com descendência.
3. Frederico IV, Duque de Saxe-Gota-Altemburgo (28 de Novembro de 1774 – 11 de Fevereiro de 1825), duque entre 1822 e 1825; morreu solteiro e sem descendência.
4. Luís de Saxe-Gota-Altemburgo (21 de Outubro de 1777 – 26 de Outubro de 1777).

## Genealogia
| Ernesto II, Duque de Saxe-Gota-Altemburgo | Pai: Frederico III de Saxe-Gota-Altemburgo | Avô paterno: Frederico II de Saxe-Gota-Altemburgo   | Bisavô paterno: Frederico I de Saxe-Gota-Altemburgo |
| Ernesto II, Duque de Saxe-Gota-Altemburgo | Pai: Frederico III de Saxe-Gota-Altemburgo | Avô paterno: Frederico II de Saxe-Gota-Altemburgo   | Bisavó paterna: Madalena Sibila de Saxe-Weissenfels |
| Ernesto II, Duque de Saxe-Gota-Altemburgo | Pai: Frederico III de Saxe-Gota-Altemburgo | Avó paterna: Madalena Augusta de Anhalt-Zerbst      | Bisavô paterno: Carlos de Anhalt-Zerbst             |
| Ernesto II, Duque de Saxe-Gota-Altemburgo | Pai: Frederico III de Saxe-Gota-Altemburgo | Avó paterna: Madalena Augusta de Anhalt-Zerbst      | Bisavó paterna: Sofia de Saxe-Weissenfels           |
| Ernesto II, Duque de Saxe-Gota-Altemburgo | Mãe: Luísa Doroteia de Saxe-Meiningen      | Avô materno: Ernesto Luís I de Saxe-Meiningen       | Bisavô materno: Bernardo I de Saxe-Meiningen        |
| Ernesto II, Duque de Saxe-Gota-Altemburgo | Mãe: Luísa Doroteia de Saxe-Meiningen      | Avô materno: Ernesto Luís I de Saxe-Meiningen       | Bisavó materna: Maria Edviges de Hesse-Darmstadt    |
| Ernesto II, Duque de Saxe-Gota-Altemburgo | Mãe: Luísa Doroteia de Saxe-Meiningen      | Avó materna: Doroteia Maria de Saxe-Gota-Altemburgo | Bisavô materno: Frederico I de Saxe-Gota-Altemburgo |
| Ernesto II, Duque de Saxe-Gota-Altemburgo | Mãe: Luísa Doroteia de Saxe-Meiningen      | Avó materna: Doroteia Maria de Saxe-Gota-Altemburgo | Bisavó materna: Madalena Sibila de Saxe-Weissenfels |